# 雷上儒
雷上儒（？—？），字季常，一字應聘，號楚岳，湖廣武昌府嘉魚縣人，軍籍，明朝政治人物。

## 生平
嘉靖二十八年（1559年）己酉科湖廣鄉試第六十二名舉人。嘉靖三十二年（1553年）中式癸丑科會試第一百四十五名，三甲第二百五十四名進士。兵部观政，起复授户部主事，历员外、郎中，官至赣州府知府。

## 家族
曾祖雷震，衛經歷；祖父雷輦，訓導；父雷敬，母游氏。弟雷尚友。